# Castagno dei Cento Cavalli
Il Castagno dei Cento Cavalli è un albero di castagno plurimillenario ubicato alle pendici orientali dell'Etna, nel territorio comunale di Sant'Alfio (città metropolitana di Catania) nel cui stemma civico è raffigurato.
Il castagno è stato studiato da diversi botanici e visitato da molti personaggi illustri in epoche passate. La sua storia si fonde con la leggenda di una misteriosa regina e di cento cavalieri con i loro destrieri, che, si narra, vi trovarono riparo da un temporale. 
Nel 1982 il Corpo forestale dello Stato lo ha inserito nel patrimonio italiano dei monumenti verdi, forte di 22000 alberi di notevole interesse, ed evidenziato tra i soli 150 di eccezionale valore storico o monumentale.
Nel 2021 è stato eletto «albero italiano dell'anno 2021». Uno studio del C.R.E.A. del 2022 ne ha ricalcolato l'età in 2200 anni.

## Storia

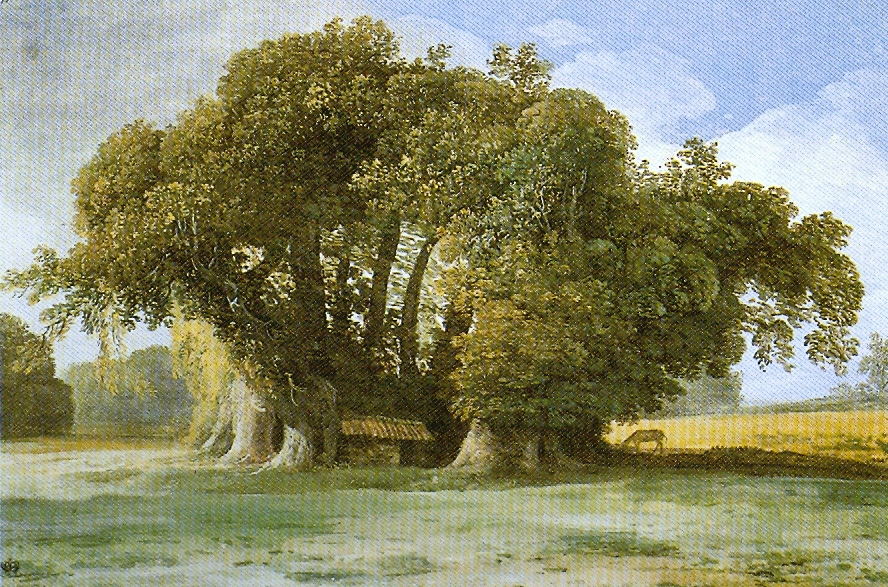
Castagno dei Cento Cavalli, Jean-Pierre Houël ca. 1777.

L'albero si trova nel bosco di Carpineto – un tempo posto nel territorio dell'ex contea di Mascali –, nel versante orientale del vulcano Etna, in prossimità della zona D del Parco dell'Etna.
Diversi autori di botanica concordano sulla sua vetustà ma non sull'età: avrebbe dai duemila ai quattromila anni e, stando alla tesi del botanico torinese Bruno Peyronel, potrebbe essere l'albero più antico d'Europa ed il più grande d'Italia (1982).
Le prime notizie storiche sul Castagno dei Cento Cavalli sono documentate già nel XVI secolo. Nel 1611 ne parlò Antonio Filoteo, mentre nel 1636, ne «Il Mongibello», Pietro Carrera descrisse maestoso il tronco e l'albero «...capace di ospitare nel suo interno trenta cavalli».
Il 21 agosto 1745 venne emanato un primo atto dal «Tribunale dell'Ordine del Real Patrimonio di Sicilia», con il quale si tutelava istituzionalmente il Castagno dei Cento Cavalli ed il vicino Castagno Nave. Questo documento si configura, in virtù del periodo storico (fine del XVIII secolo), tra i primi atti - se non il primo in assoluto - di tutela ambientale prodotti in Italia.
(Dat. Pan. Die 21 (rectius 12) (9)Augusti 1745. II principe Corsini De Spucches P. - Filangeri M. R. Laredo Cons. Asmundo Paternò F. P. D. Blasius Miano Mag. Not: All'Ill. Duca di Tremistieri Rettore del Bosco del Carpinetto sopra Mascali delle pertinenze della Mensa di Catania)
L'insigne naturalista catanese Giuseppe Recupero in Storia naturale e generale dell'Etna (1815) descrisse accuratamente l'albero:
L'esistenza della casa sotto le fronde del castagno, si può notare nel quadro di Jean-Pierre Houël.
È stato ritratto da molti viaggiatori del Grand Tour, fra i quali Patrick Brydone e Jean Houel. Quest'ultimo, nel 1782, lo descrisse e ritrasse nel suo Voyage Pittoresque des Isles de Sicilie, de Malte, et de Lipari, utilizzando, tra l'altro, le seguenti parole:
A seguito del dipinto e delle belle parole che Houel dedicò all'artista, l'amministrazione comunale ha deciso di dedicargli una via, proprio nei pressi dell'albero.

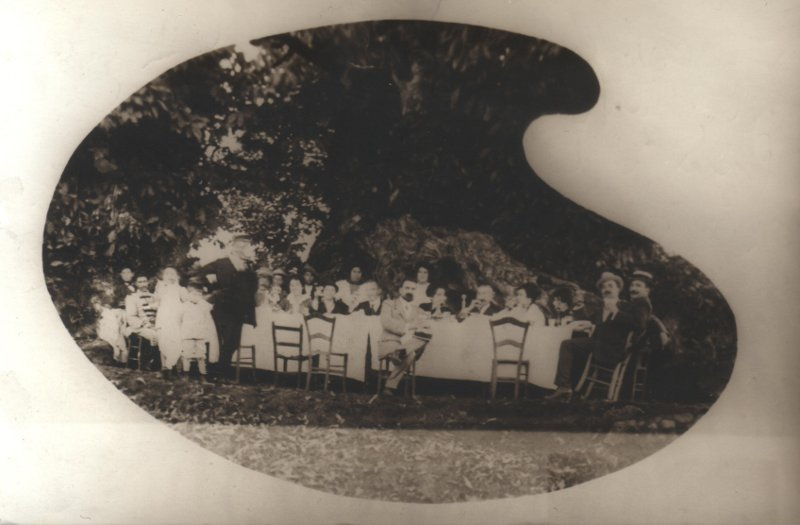
Un pranzo della famiglia Caltabiano organizzato sotto le fronde del Castagno dei Cento Cavalli nel 1923. Invitato d'onore il Prefetto di Catania Dott. Grimaldi.

Inoltre, è stato oggetto di studio da Alberto Fortis in Della coltura del castagno (1780), che lo trovò degradato. Una leggenda narra che ivi trovò rifugio, durante una tempesta, l'imperatrice Isabella d'Inghilterra, terza moglie di Federico II e i suoi cento cavalieri.
Nel 1923 il tronco principale dell'albero fu intaccato da un incendio, che, secondo una non comprovata tradizione orale, sarebbe stato appiccato per ritorsione da alcuni abitanti di Giarre, cui era invisa l'autonomia amministrativa ottenuta dal paese di Sant'Alfio (proprio dal comune giarrese).
Il fondo dove sorge il castagno era di proprietà della nobile famiglia santalfiese dei Caltabiano e venne usato come luogo di conviviali e banchetti per ospiti illustri. Nel 1965 l'albero fu espropriato e dichiarato monumento nazionale. Solo alla fine del XX secolo alcuni enti locali hanno avviato una serie di studi per tutelare e conservare il castagno.
Il programma televisivo scientifico Superquark, trasmesso sul canale Rai Uno, studiò il DNA, prelevato dal castagno. In base ai risultati ottenuti, si poté affermare che il castagno potrebbe avere la più grande circonferenza del mondo, prima di un grande cipresso presente in Messico e largo 38 m Tale tesi, tuttavia, è ancora al vaglio della comunità scientifica, che si sta nuovamente occupando delle peculiarità dell'albero.

### Il Riconoscimento UNESCO
Tra il 28 settembre ed il 1º ottobre 2006 si svolse a Sant'Alfio il Convegno Internazionale: "L'Unesco e la tutela dei Beni Ambientali per uno sviluppo sostenibile: Il Castagno dei Cento cavalli" che si concluse con la dichiarazione dell'albero come Monumento Messaggero di pace:

## Descrizione
Il castagno misura circa 23 m di circonferenza del tronco, per 22 m d'altezza.
Oggi si presenta costituito da tre polloni (fusti), rispettivamente di 10,50, 23 e 23,60 m. Negli ultimi anni il libro dei Guinness dei primati ha registrato il Castagno come l'albero più grande del mondo, per la rilevazione del 1780, quando furono misurati ben 57,9 m di circonferenza con tutti i rami.

### Altri alberi plurisecolari etnei

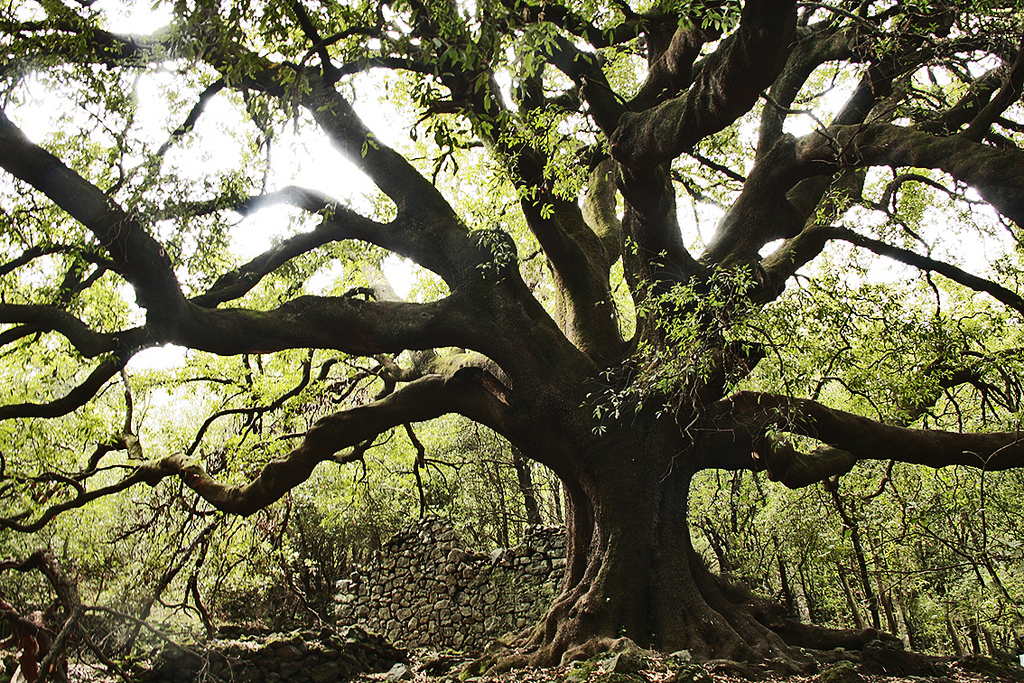
L'Ilice di Carrinu

Nelle vicinanze dell'albero, a circa quattrocento metri, si trova un altro castagno con almeno mille anni di vita, il «Castagno della Nave». Questo castagno sarebbe, secondo alcuni studi, il secondo per antichità e grandezza in Italia. La circonferenza misura 20 m ed è alto 19 m.
Sempre nel versante orientale dell'Etna, ma in territorio di Zafferana Etnea, si trova un leccio (specie di quercia) quasi millenario: l'Ilice di Carrinu. La circonferenza è 4 m ed è alto 19 m.
Altro albero è il «Castagno della Navotta», così denominato già nel 1867. Si conosce pure l'esistenza del «Castagno di Sant'Agata», chiamato anche Arrubigghiasonnu ("Risveglia sonno").

### Albero italiano dell'anno 2021
Nel 2021 vince il concorso Albero Italiano 2021, iniziativa indetta e promossa dalla Giant Trees Foundation Onlus per rappresentare l'Italia nel 2022 per il titolo di European Tree of the Year.

## Leggenda
Si narra che una Regina, con al seguito cento cavalieri e dame fu sorpresa da un temporale, durante una battuta di caccia, nelle vicinanze dell'albero e proprio sotto i rami trovò riparo con tutto il numeroso seguito. Il temporale continuò fino a sera, così la regina passò sotto le fronde del castagno la notte in compagnia, si dice, di uno o più amanti fra i cavalieri al suo seguito.
Non si sa bene quale possa essere la regina, secondo alcuni si tratterebbe di Giovanna d'Aragona oppure secondo altri l'imperatrice Isabella d'Inghilterra, terza moglie di Federico II, secondo altri ancora si tratterebbe di Giovanna I d'Angiò la cui storia verrà collegata all'insurrezione del Vespro (XIV-XV secolo).
Alcuni di questi racconti, molto probabilmente, sono frutto di fantasia popolare; infatti è quasi certo che la regina Giovanna d'Angiò, pur essendo nota per una certa disinvoltura nelle relazioni amorose, non fu mai in Sicilia.
Nino Muccioli, nel suo Leggende e racconti popolari della Sicilia (2012), racconta di una singolare credenza legata al Castagno: chi un tempo voleva essere sicuro di avere un figlio maschio (ambizione molto diffusa nella cultura contadina) doveva concepirlo sotto la sua chioma; infatti tale massaro Tanu era riuscito ad avere due gemelli maschi dopo tre figlie femmine.

## Riferimenti nella cultura di massa

### Narrativa
- Il castagno dei cento cavalli è il titolo di un romanzo di Cristina Cassar Scalia, pubblicato nel 2024, ispirato al celebre albero monumentale[39].

### Poesia
- Nell'Ottocento il poeta siciliano Giuseppe Borrello mette il versi la leggenda della regina Giovanna:

(Giuseppe Borrello, in Santi Correnti, Leggende di Sicilia e loro genesi storica, Longanesi, 1975, p.150; 2ª ed., Palermo, Palumbo, 1993.)
- La maestosità del castagno ha ispirato al poeta catanese Giuseppe Villaroel il sonetto:

i verdi rami in folli ondeggiamenti,

sotto l'amplesso querulo dei venti,

svettano ne l'ampiezza alta de l'aria.
Urge la linfa, ne la statuaria

perplessità de le radici ergenti,

sotto i lacoontei contorcimenti,

dal suolo che s'intesse d'orticaria.
E l'albero - Briareo lignificato -

ne lo spasimo atroce che lo stringe

con catene invisibili alla terra,

tende le braccia multiple di sfinge

scagliando contro il cielo e contro il fato

una muta minaccia ebbra di guerra.»
(Giuseppe Villaroel, in Santi Correnti, Ecologia e storia in Sicilia, Catania, CUECM, 1984, p.14.)
- Un altro poeta etneo, Carlo Parisi, lega in una descrizione poetica i tre santi fratelli martiri, Alfio, Cirino e Filadelfo al castagno: